# Fred Watson (Astronom)

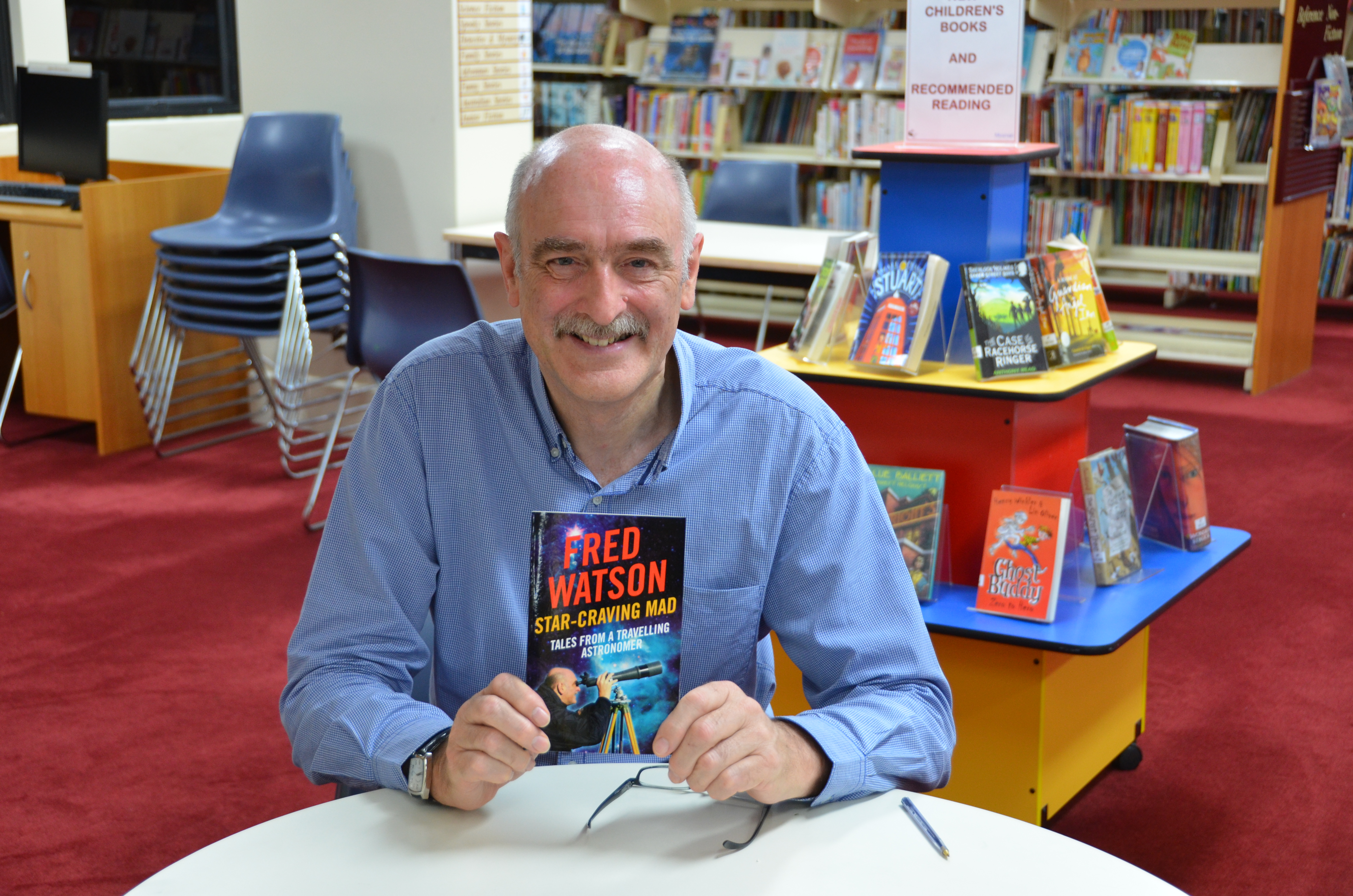
Fred Watson (2013)

Frederick „Fred“ Garnett Watson AM (* 14. Dezember 1944 in Bradford, West Yorkshire, England) ist ein australischer Astronom.
Er arbeitet am Anglo-Australian Observatory (AAO) am  Siding-Spring-Observatorium. Während dieser Tätigkeit hat der mit einem Doktorgrad ausgestattete Watson den Kometen C/1999 S2 (McNaught-Watson) entdeckt.
2003 erhielt er den David Allen Prize der Australischen Astronomischen Vereinigung. 2010 wurde er zum Member des Order of Australia ernannt.
2004 wurde der Asteroid (5691) Fredwatson nach ihm benannt.